# 八里雙屍案
八里媽媽嘴咖啡店雙屍案，簡稱為八里雙屍案、媽媽嘴命案、媽媽嘴案，是一起發生於臺灣的刑事案件。被害人為臺灣富商陳進福（1934年生、78歲）和實踐大學副教授張翠萍（1956年生、57歲）夫婦，分別於2013年2月26日及3月2日被人發現陳屍在新北市八里區淡水河岸邊。警方偵查結果，兇手為八里岸邊自行車道旁的「媽媽嘴咖啡店」店員謝依涵，2017年4月19日最高法院維持更二審判處無期徒刑定讞。

## 事件關係人
| 被害人（死者）                                                                                                | 被害人（死者） | 被害人（死者）                   | 備註 |
| 性別 | 姓名           | 出生日                           | 備註 |
| --- | -------------- | -------------------------------- | --- |
| 男性 | 陳進福         | 1934年（民國23年）-2013年，78歲  | 富商，曾在日本的拓殖大學任職教授。名下擁有2座位於日本沖繩縣的無人島（外離島與內離島）。                                                          |
| 女性 | 張翠萍         | 1956年（民國45年）-2013年，57歲  | 實踐大學餐飲管理學系的副教授。 |
| 主兇 | 主兇           | 主兇                             | 備註 |
| 性別 | 姓名           | 出生日                           | 備註 |
| 女性 | 謝依涵         | 1985年12月25日                   | 媽媽嘴咖啡廳的店長，案發時剛年滿27歲不久，曾就讀國立鳳山高中與長庚大學資訊管理學系。謝依涵在日記中，曾自爆疑似劈腿傾向，同時有八位男子徵求交往。 |
| 已排除涉案 曾在謝依涵第一次警詢時被指涉案並遭到聲請羈押，因證據不足而陸續被撤銷嫌疑，由承辦檢察官做不起訴處分 |                |                                  | |
| 性別 | 姓名           | 備註                             | 備註 |
| 男性 | 呂炳宏         | 媽媽嘴咖啡廳的負責人。           | 媽媽嘴咖啡廳的負責人。 |
| 男性 | 鍾典峰         | 呂炳宏的友人，具電腦工程師背景。 | 呂炳宏的友人，具電腦工程師背景。 |
| 男性 | 歐石城         | 呂炳宏的友人，綽號Rock。         | 呂炳宏的友人，綽號Rock。 |
| 男性 | 祝宜夆         | 謝依涵的未婚夫。                 | 謝依涵的未婚夫。 |

## 行兇過程
陳進福與張翠萍夫婦居住在鄰近咖啡廳的別墅，陳進福自2009年起為咖啡廳的常客，張翠萍也會同往，均與謝依涵熟識。陳進福得知謝依涵父親已過世、姊姊在境外求學、母親隻身在高雄市謀生；2010年起，陳進福開始不定期資助謝依涵，並且帶她到元大證券開戶、傳授財富管理的方法，有意認謝依涵為乾女兒。
謝依涵因為結婚在即，家人、男朋友知悉其與陳進福有密切往來以及接受陳進福資助，要求她儘速了斷與陳進福的聯繫，謝依涵覬覦陳進福夫婦的財產，乃計劃謀財害命。於案發前大約5個月，取得含唑吡坦成份的安眠藥並自行服用測試藥效，事先將預備行兇之水果刀藏匿在咖啡廳裡。2013年2月5日趁張翠萍出國期間，到別墅竊得北投農會的保管箱鑰匙，偽簽張翠萍署押，欲詐領張翠萍存放北投農會保管箱內財物，但未能得逞。2013年2月16日利用準備飲料之後便對陳進福夫婦下藥，俟二人陷入意識不清狀態後，先後將之攙扶至咖啡店外持刀予以殺害，並當場取走張翠萍隨身提包，任陳進福夫婦曝屍在咖啡店附近臨淡水河出海口之紅樹林內。於強盜殺人得手後2日（即年假後銀行第1個上班日）即持陳進福、張翠萍存摺、印章及強盜所得之張翠萍身分證，先後盜領陳進福35萬元，復喬裝張翠萍至銀行領款，惟經櫃員核對身份證後發現年齡與張翠萍明顯不相符而察覺有異，致未得手。

## 調查過程
- 2013年2月16日，晚間，陳進福及張翠萍夫婦至八里「媽媽嘴」咖啡店消費，而後失蹤。
- 2月20日，陳進福及張翠萍夫婦的家人報警。
- 2月25日晚上，疑似在發現陳進福遺體的前一天，有目擊證人表示，有2人在淡水河邊燒紙錢，民眾熱烈討論其身份。
- 2月26日，富商陳進福的遺體被發現於八里淡水河岸邊，距離咖啡店130公尺處，警方初步判斷是失足落水。
- 2月27日，一名喬裝女子於陳進福夫婦死後，冒用張翠萍的金融卡赴彰化銀行天母分行盜領未遂（因輸入密碼錯誤，致提款失敗）[6]。
- 3月2日，實踐大學副教授張翠萍（陳進福之妻）的遺體被發現於新北市八里區淡水河岸邊。
- 3月2日、3日間，張翠萍的錢包被丟棄在實踐大學女廁，事後，警方認定為行兇歹徒企圖誤導辦案。
- 3月4日，檢警解剖遺體發現頸、胸部有多處刀傷，二人的蝶竇、氣管均無進水現象，顯為死後落水，研判為刑事（殺人棄屍）案件。
- 3月6日，清晨4點多適逢自由時報記者前往咖啡廳進行採訪，正好看見歐石城和呂炳宏漏夜「清洗」烘焙室及倉庫物品，問及謝依涵是否有涉案可能時謝、歐二人向記者打包票為其證明清白[7]。當日下午八里媽媽嘴咖啡店女店長謝依涵、負責人呂炳宏、股東歐石城及友人鍾典峰等4人涉重嫌，依涉犯殺人、有串證及湮滅證據之虞，向士林地方法院聲請羈押禁見，媽媽嘴咖啡店也於當日休業[8]。
- 3月7日，士林地方法院作出裁定，呂炳宏以（300萬）、歐石城以（50萬）、鍾典峰以（30萬）交保候傳。眾人步出法院時，呂炳宏強調：「我們是清白的，等事情告一段落店還會繼續經營」。於此同時也指出，他不明白為何女店長謝依涵會指控他為主謀。且在3月6日以前，他也不知道謝女涉入此案[9]。
- 3月12日，嫌犯三人交保，士林地檢署不服提出抗告，成功。高院撤銷交保裁定，發回士林地院更裁[10][11]。
- 3月13日，下午14時30分重開羈押庭[12][13]。合議庭最終仍維持原裁定（交保候傳、限制住居、限制出境、出海、每日定期至轄區派出所報到）結案[14]。
- 3月14日，檢方持續至媽媽嘴咖啡店周遭，來回蒐證[15]。另已遭羈押之女店長謝依涵不服而以「警方誘導自白致遭污陷收押」及「檢警查無犯證，且無法證明是否另有共犯」等事由，提起抗告。但遭高院駁回，理由為「謝女之偵查情節，與卷內事證相符」及「其男友指證當天已徵詢警界與律師界友人意見後，才陪赴警局製作筆錄」[16]。
- 3月15日，檢警查出涉案的「媽媽嘴咖啡店」 股東歐石城的轎車，案發後報廢且拆除後座、腳踏墊等。
- 3月19日，嫌犯呂炳宏、歐石城、鍾典峰等三人「二度交保、提出抗告」的最後期限為今日，檢警因查無有利新事證，下午放棄「再提出抗告」，維持先前交保裁定[17]。
- 3月28日傍晚，警方認定為女店長謝依涵一人犯案，媽媽嘴咖啡店解除封鎖[18]。
- 4月2日，檢方排除呂炳宏、歐石城、鍾典峰涉案，鎖定嫌犯謝依涵。
- 4月12日，士林地方法院檢察署依涉嫌強盜殺人罪、詐欺取財罪、竊盜罪、傷害罪、偽造文書罪等五項刑事罪名將謝依涵提起公訴，並向法院求處最嚴厲之刑。呂炳宏、歐石城、鍾典峰三人因為有不在場證明，獲得不起訴處分[19]。

## 審判過程
- 2013年8月27日，士林地院開庭審理八里雙屍案，由合議庭訊問涉殺害陳進福、張翠萍夫婦的被告謝依涵，謝女自承，陳進福從4、5年前起便常到媽媽嘴咖啡店內作客而認識，法官問：為何陳進福後來贈與她數10萬元，還有約18件飾品？謝女沉默許久、後答：「是為了示好。」她說，當初陳進福主動要認她當乾女兒，但兩人從未有正式儀式，也未對外公開，而陳進福為教她操作股票，不但匯50萬元到她戶頭，告知「賺了就算是給妳的獎勵」，還每週都到她住處1樓交誼廳教她操作股票，2人往來密切，但陳進福要她保密。謝依涵說，之後因家中有（經濟）需要，才開口向陳進福借款，陳進福也告訴她「可以直接從妳戶頭領」。法官好奇，既然陳進福將款項存入謝依涵元大證券戶頭，又沒寫借據，不代表贈與嗎？謝依涵答：「這是為了方便，也是他對我的信任。」法官追問，陳進福從何時開始從借款轉為贈與金錢、飾品？謝依涵當庭說：「從我們第一次發生關係後。」她也為男友喊冤，指外界謠傳是他要陳進福認她當乾女兒，「這件事是沒有的」[20]。
- 2013年10月29日，士林地方法院認定謝依涵是「強盜殺人」依刑法第332條判決死刑，褫奪公權終身[21]。
- 2013年11月7日，上訴二審後台灣高等法院召開接押庭，決定是否繼續羈押謝依涵。接押庭法官潘長生對謝依涵說，犯後態度很重要，相信若重來，「妳會有不同做法」，「我相信人性本善，每個人都有良心」，他相信謝依涵良心也受到折磨，希望謝依涵到下次開庭前，能夠深思，全盤托出實情。謝依涵聽聞這一番話，淚流滿面。她仍否認為財殺人，她說，殺害陳進福的動機，是因為「陳進福對我做了一些事，把我當作玩物」。至於殺害張翠萍，謝依涵說，她聽陳進福敘述與張翠萍從相識到結婚的過程，她不滿張翠萍沒有付出代價就得到這麼多，「我覺得很氣，不公平」；潘長生聽聞反駁，張翠萍靠著用功讀書，也有付出。謝依涵最後表示，希望盡快還給被害人及被害人家屬一個公道。法官問，「妳所謂的公道是什麼？死刑嗎？」謝依涵想了一下說，她在看守所時曾想過，若換成她是被害人的家屬，她會希望得到這個答案。她邊哭邊說，若從頭，她會選擇別的方式解決問題，但不管如何懊悔，她都必須負責，事出必有因，不管「因」是什麼，都不該奪走2條人命。此外，她也希望盡快還給其他被牽涉者清白。
- 2014年9月5日，台灣高等法院二審宣判，判處死刑[22][23]。
- 2015年2月12日，最高法院認為二審將殺害陳氏夫婦的犯行分割成殺人與強盜殺人兩部分，有違經驗法則，且未以實證調查說明謝女有無教化可能性，將原判決撤銷發回更審[24]。
- 2015年5月29日，高等法院更一審依強盜殺人罪，判決謝女死刑[25][26]。
- 2015年11月27日，最高法院認為二審評估量刑基準中犯罪行為人之品行的部份，誤將艾氏人格量表呈現自我防衛之人格特質認定為說謊成性，且未具體審酌犯罪後之態度故撤銷原判決，再度發回高等法院更審[27][28][29][30][31]。
- 2017年1月11日，台灣高等法院基於刑法57條、公民與政治權利國際公約，除已足認被告具體個別犯罪情節、所犯之不法及責任之嚴重程度，其罪責誠屬重大，而且必須是被告無復歸社會之更生可能性者，始允許死刑之選擇。評估本案被告過去自幼失去父親、無前科、獄內表現良好、再犯風險率不高..等因素，判決謝依涵無期徒刑[5]。
- 2017年4月19日，最高法院駁回檢方、謝依涵上訴，謝依涵無期徒刑確定[32][33]。

## 後續

### 死者家屬對嫌犯男友提出告訴
2013年7月25日八里雙屍案的被害人家屬委任律師王可富、魏憶龍代表家屬召開記者會，宣布對嫌犯謝依涵的男友提出殺人、詐欺取財、共同遺棄屍體罪等告訴。
2015年3月士林地檢署調閱其男友的通聯紀錄，確認在命案當時未和謝依涵有所聯繫，手機基地台也不在命案現場或謝女盜領存款銀行的附近。也曾搜索其住處，也找不到任何與命案有關的證據，鑑驗搜索取得的證物，也沒有死者血跡反應。檢警曾勘驗命案現場、謝女盜領存款銀行周圍的監視器未看見其身影，而謝女的測謊結果顯示只有她一人犯案，故下不起訴處分。
2015年8月4日家屬不服向高檢署聲請再議，高檢署調查審核後，以無跡證證明其涉案，且亦通過測謊，駁回家屬再議，全案不起訴確定。

### 張翠萍家屬求償
2014年3月31日，一審法院認為所僱用員工利用職務執行殺人計畫乙事並無預見可能性，社會對於雇主應預見員工利用職務為殺人犯行亦無期待可能，因此，僱用人縱為盡相當之選任、監督注意，亦難防免損害之發生，亦無從期待僱用人可藉由價格機能或保險等機制，分散損害。判決謝依涵負賠償責任。
2015年3月3日，二審法院認為按僱用人藉使用受僱人而擴張其活動範圍並享受其利益，且受僱人執行職務之範圍或其適法與否，要非與其交易之第三人所能分辨，為保護交易之安全，受僱人之行為在客觀上具備執行職務之外觀而侵害第三人之權利時，僱用人即應負連帶賠償責任。判決呂炳宏、彭元忠、陳堂龍三人合夥團體為雇主與謝依涵負連帶賠償責任。
2017年6月14日，最高法院駁回呂炳宏、陳唐龍、彭元忠上訴，全案定讞。
2017年9月12日，高等法院駁回呂炳宏、陳唐龍、彭元忠聲請再審，2018年8月26日也同樣駁回。

### 陳進福家屬求償
2014年3月21日，一審法院認為計畫殺人社會上屬於極少數之極端犯罪事件，僱用人縱然盡力選任、監督或管理亦難防免，故媽媽嘴企業有限公司不須賠償。判決謝依涵賠償。
2015年7月21日，二審高等法院認為僱用人藉使用受僱人而擴張其活動範圍並享受其利益，且受僱人執行職務之範圍其適法與否，要非易之第三人所能分辨，為保護交易之安全，受僱人之行為在客觀上具備執行職務之外觀，而侵害第三人之權利時，僱用人即應負連帶賠償責任。判決僱用人為媽媽嘴企業有限公司非三人合夥，媽媽嘴公司需與謝依涵連帶賠償。
2017年6月14日，第三審最高法院廢棄原判決，發回高院更審。
2019年1月10日，更一審高等法院認為謝依涵雖然自白承認於咖啡廳下藥後纏扶二人到河邊紅樹林附近行兇，但在刑事偵查、審判不同時間點的證詞在時間順序上略有差異，由於店內未裝設監視器，又僅有其他證人看到謝依涵攙扶張翠萍的證詞，且相關事證指向分開殺害，非刑事偵查時謝依涵自白的同時殺害。而陳進福的家屬未能充分舉證謝依涵是在店內下藥於店內販售飲料中，並導致陳進福飲用後陷於意識不清狀態，再將其攙扶離開至紅樹林處後予以殺害。判決駁回陳進福家屬請求媽媽嘴企業負連帶責任，本案仍可上訴。
2021年10月27日，更二審高等法院改判呂炳宏及股東與謝依涵連帶賠償631萬元。高院更二審指出，呂炳宏等人僱用謝依涵為員工，呂炳宏等人身為媽媽嘴咖啡店經營者，本應注意員工的安全衛生習慣與用餐環境，而有相當監督，並建立隨時抽查、檢驗的品質控管機制，避免員工得以利用製作飲料餐點的機會，添加有害物質，進而損害顧客生命、身體及健康。而對於員工在工作場域放置刀具，呂炳宏等人應為安全的控管，並應確實掌握員工於工作時間的行蹤；對於顧客在店內突發狀況，或身體不適時應如何處理，也應建立通報機制及處理流程，並加以相當的注意。因此更二審合議庭認為，呂炳宏等人未善盡其監督及管理的注意義務，使謝依涵得以利用職務上機會，下藥、下刀殺害陳進福，且未能證明其對於謝依涵執行職務的指揮、監督，已盡相當的注意，判呂炳宏等人與謝依涵負連帶賠償責任，應賠償陳進福2名兒子各315萬9410元，共計631萬8820元。本判決可上訴。
2024年2月6日，第三審最高法院廢棄原判決，發回高院更審。

### 監察院調查檢警違反偵查不公開
2018年3月8日呂炳宏前往監察院陳情，表示本案案發之初謝依涵向檢警誣指負責人呂炳宏、股東歐石城、鍾典峰均為共犯，造成三人蒙受不白之冤，在同案被告的筆錄不斷被洩漏下，被媒體以「殺人共犯」的角色進行報導，說他的咖啡廳是「龍門客棧」使他的事業遭到重挫。儘管後來不起訴，被上銬的照片至今仍在網路上散布，難以擺脫殺人犯的標籤，迄今仍然嚴重干擾其私生活。請求監察委員調查執行偵查程序的檢警調違反偵查不公開等違法情事，並追究責任，以及訴求通盤檢討國內偵查不公開落實情形。
2018年3月12日監察委員高湧誠、王美玉關注此事件，對司法人員於偵查程序中，有無違背客觀性義務、違反偵查不公開原則及不當對外發言等情事申請自動調查。

### 呂炳宏感謝檢察官吳宗憲還清白
2024年9月13日，時任檢察官吳宗憲公開還原當年偵辦的過程。他承認曾對呂炳宏說過「你老婆說你殺了人」，但澄清這是根據當時偵查小組提供的資料，並非出於誤導或逼迫呂炳宏認罪。後來，證據顯示該資料有誤，實際上是其他涉案人員的供詞，而非呂炳宏妻子的指控。吳宗憲坦言，自己確實說過這句話，並表示如果是他說的話，他願意承擔責任，這只是根據當時所掌握的資訊提出的詢問，並無惡意。
接手案件後，吳宗憲與另一位檢察官逐步排除無關人士，最終確認呂炳宏並未涉案。9月14日，呂炳宏在社交媒體上對吳宗憲表示感謝，感謝他幫助澄清冤屈。他還強調，當時出現的誤會源於偵查資料的錯誤傳遞，而非吳宗憲的個人過失。

### 改編為電視劇
本案也被民視與法務部共同製作的電視劇《廉政英雄》翻拍。小說家平路則以本案為靈感出版小說《黑水》（2015）。

## 軼事
- 在八里雙屍案辯結時，檢察官引用日劇《HERO》主角久利生公平的名言「死掉的人沒法說話，只有檢察官能代替他說」[51]。
- 謝依涵的男友在案件發生後探望她三百多次[52]。

媽媽嘴咖啡店除了八里本店之外，在淡水亦有一間分店。
- 八里區龍米路二段86-9號（八里母港店）
- 淡水區中正路一段6巷31之1號（淡水樂活店）

（因合約到期，現已停業）

## 附註
1. ↑  台湾“八里双屍命案”.亚太日报.2014-01-24
2. ↑  項程鎮.八里雙屍案謝依涵可教化 最高法院判免死定讞 （页面存档备份，存于）.自由時報.2017-04-19
3. ↑  .   [2023-01-12]. （原始内容存档于2023-01-12）.
4. ↑  蘇怡璇、陳佳鈴、吳竣翔. . ETtoday. 2013-03-11  [2013-03-11]. （原始内容存档于2019-10-12）.
5. 1 2  . law.judicial.gov.tw.   [2021-03-21] （中文（臺灣））.[]
6. ↑  吳柏軒、黃其豪. . 自由時報. 2013-03-07  [2013-03-07]. （原始内容存档于2013-03-10） （中文（臺灣））.
7. ↑  .   [2020-10-23]. （原始内容存档于2020-10-26） （中文（臺灣））.
8. ↑  . ETtoday. 2013-03-07  [2013-03-25]. （原始内容存档于2019-10-21） （中文（臺灣））.
9. ↑  張嘉文. . 中國時報. 2013-03-08  [2013-03-25]. （原始内容存档于2013-03-11） （中文（臺灣））.
10. ↑  劉峻谷、林昭彰、徐尉庭. . 聯合報. 2013-03-13  [2013-03-25]. （原始内容存档于2013-03-15） （中文（臺灣））.
11. ↑  蔡宜靜、黃俊元. . ETtoday. 2013-03-12  [2013-03-25]. （原始内容存档于2018-09-29） （中文（臺灣））.
12. ↑  林秉州、黃怡菁.八里雙屍案 被告3人重開羈押庭.聯合報.2013-03-13
13. ↑  蕭博文、張嘉文.《社會》八里雙屍命案，時間拼圖奏功，3嫌涉案升高.中國時報.2013-03-14
14. ↑  仍交保 八里雙屍案3被告笑了.中國時報.2013-03-14 （页面存档备份，存于）
15. ↑  李易珊.徐家康.媽媽嘴超熱門　民眾拍照、打卡…跨越封鎖線 （页面存档备份，存于）.ETtoday.2013-03-14
16. ↑  謝依涵控警誘導自白 高院打槍:男友陪作筆錄 （页面存档备份，存于）.ETtoday.2013-03-14
17. ↑  溫於德.八里雙屍案／檢方查無新事證　放棄對嫌疑犯提出抗告.NOWnews.2013-03-19
18. ↑  . ettoday. 2013-03-29  [2013-03-29]. （原始内容存档于2019-10-05）.
19. ↑  林靜梅、陳昌.八里雙屍命案 謝依涵依5罪遭起訴 （页面存档备份，存于）.公共電視.2013-04-12
20. ↑  賴又嘉.雙屍案辯論　謝依涵：與陳進福發生關係 （页面存档备份，存于）.蘋果日報即時新聞.2013-08-27
21. ↑  . law.judicial.gov.tw.   [2022-05-02]. （原始内容存档于2022-05-02） （中文（臺灣））.
22. ↑  劉世怡.謝依涵仍判死 台家屬：罪有應得 （页面存档备份，存于）.大紀元.2014-09-05
23. ↑  . law.judicial.gov.tw.   [2022-05-02]. （原始内容存档于2022-05-02） （中文（臺灣））.
24. ↑  自由時報電子報. . 自由時報電子報. 2015-02-13  [2021-12-13]. （原始内容存档于2021-12-13） （中文（臺灣））.
25. ↑  丁牧群、黃哲民.八里雙屍案更一審　謝依涵判死刑 （页面存档备份，存于）.蘋果日報.2015-05-29
26. ↑  . law.judicial.gov.tw.   [2022-05-02]. （原始内容存档于2022-05-02） （中文（臺灣））.
27. ↑  . law.judicial.gov.tw.   [2021-03-21] （中文（臺灣））.[]
28. ↑  謝依涵被控八里雙屍案　三審發回 （页面存档备份，存于）.Yahoo奇摩（即時新聞）.2015-11-27
29. ↑  【更新】謝依涵狠奪2命　最高法院再度撤銷死刑判決 （页面存档备份，存于）.蘋果日報.2015-11-27
30. ↑  八里雙屍命案　最高法院撤銷原判發回更審.今日新聞網
31. ↑  . www.cna.com.tw. 2015-11-27  [2021-03-21] （中文（臺灣））.
32. ↑  【可教化】八里雙屍案　謝依涵免死定讞 （页面存档备份，存于）.蘋果日報.2017-04-19
33. ↑  . law.judicial.gov.tw.   [2022-05-02]. （原始内容存档于2022-05-02） （中文（臺灣））.
34. ↑  邱俊福、黃立翔.八里雙屍案家屬 告謝依涵男友.自由時報.2013-07-26 （页面存档备份，存于）
35. ↑  胡守得. . 壹週刊. 2015-08-04  [2018-08-04]. （原始内容存档于2019-07-29）.
36. ↑  . law.judicial.gov.tw.   [2021-03-21] （中文（臺灣））.[]
37. ↑  . law.judicial.gov.tw.   [2021-03-21] （中文（臺灣））.[]
38. ↑  . law.judicial.gov.tw.   [2021-03-21] （中文（臺灣））.[]
39. ↑  . law.judicial.gov.tw.   [2021-03-21] （中文（臺灣））.[]
40. ↑  .   [2019-01-20]. （原始内容存档于2018-10-27）.
41. ↑  .   [2019-01-20]. （原始内容存档于2018-10-27）.
42. ↑  . law.judicial.gov.tw.   [2022-05-02]. （原始内容存档于2022-05-02） （中文（臺灣））.
43. ↑  . law.judicial.gov.tw.   [2021-03-21] （中文（臺灣））.[]
44. ↑  . law.judicial.gov.tw.   [2021-12-01]. （原始内容存档于2021-12-01） （中文（臺灣））.
45. ↑  . 司法院法學資料檢索系統. 2024-02-06  [2024-09-06]. （原始内容存档于2025-01-23）.
46. ↑  謝珮琪. . 風傳媒. 2018-03-08  [2018-11-21]. （原始内容存档于2020-08-15）.
47. ↑  . 監察委員新聞稿. 2018-03-12  [2018-11-22]. （原始内容存档于2018-11-22）.
48. ↑  莊雅婷. . 2024-09-14  [2024-09-18]. （原始内容存档于2024-09-18） （中文（臺灣））.
49. ↑  NOWnews今日新聞. . NOWnews今日新聞. 2024-09-15  [2024-09-15]. （原始内容存档于2025-01-23） （中文（臺灣））.
50. ↑  楊媛婷. . 自由時報. 2015-11-30  [2017-03-06]. （原始内容存档于2018-12-16） （中文（臺灣））.
51. ↑  張茗喧、陳亦偉.檢座引日劇名言 求謝依涵死刑 （页面存档备份，存于）.中央社.2013-08-27
52. ↑  林益民.謝依涵暫逃死刑　男友不棄探視300次 （页面存档备份，存于）.壹週刊.2017-02-01

## 相關資料
- 八里雙屍案／乖巧女成冷血殺手？謝媽媽情何以堪.NOWnews
- 孫曜樟.八里雙屍案失蹤到解剖前無積極作為　檢警錯失關鍵時間 （页面存档备份，存于）.ETtoday新聞雲.2013-03-12
- 陳國元、王哲男.謝依涵供詞太反覆　測謊高手林固廷擬題個別擊破 （页面存档备份，存于）.ETtoday新聞雲.2013-03-12
- 陳進福日擁兩小島 漲 2千倍市值十億日圓.東森新聞
- 蕭瑋玲.歸誰？富商陳進福擁沖繩2無人島　曾爆瘧疾居民逃光 （页面存档备份，存于）.ETtoday新聞雲.2013-03-08
- 黃其豪.夜訪殺人咖啡店 記者撞見老闆股東大清洗.自由時報.2013-03-07
- 黃其豪.八里雙屍破案檢警 辦過汐止母子命案 （页面存档备份，存于）.自由時報.2013-03-07
- 八里富商夫妻雙屍案　疑女店長認「乾爹」不成殺人棄屍.Nownews
- 李易珊、謝盛帆.我特地從南部來！媽媽嘴咖啡店吸觀光客「辦案」 （页面存档备份，存于）.ETtoday新聞雲.2013-03-13
- 法操司想傳媒.【媽媽嘴案】民法雇主連帶責任──員工殺人，老闆也要賠！？ .法操FOLLAW.2017-06-28